# Episodi di Solo (prima stagione)
La prima stagione della serie televisiva Solo, composta da 4 puntate, è stata trasmessa in prima serata su Canale 5 dal 9 al 30 novembre 2016.
| nº | Titolo          | Prima visione    |
| -- | --------------- | ---------------- |
| 1  | Prima puntata   | 9 novembre 2016  |
| 2  | Seconda puntata | 16 novembre 2016 |
| 3  | Terza puntata   | 23 novembre 2016 |
| 4  | Quarta puntata  | 30 novembre 2016 |

## Prima puntata
L'agente sotto copertura Marco Pagani detto Solo lavora per lo SCO (Servizio Centrale Operativo della Polizia), ed è impegnato da un anno in un'operazione per agganciare il clan dei Corona, potente famiglia della 'Ndrangheta della piana di Gioia Tauro che attraverso il controllo del porto si sta preparando a gestire il transito dalla Turchia ai mercati americani del più grosso quantitativo di droga immesso in Occidente. Inizialmente Marco salva la vita a Bruno Corona, figlio prediletto del capofamiglia Antonio, durante una sparatoria in una cava romana con un mercante d'armi ucraino. Così, dopo aver conquistato la stima di Bruno, quest'ultimo lo vuole al suo fianco in Calabria. Marco viene raggiunto contemporaneamente da Barbara e da Emanuele, collaboratori di Marco nella sua missione. I due poliziotti si sistemano a poca distanza dalla casa di "Solo", prestata da Bruno. Marco diventa sempre più uomo di fiducia della famiglia, soprattutto quando riesce a salvare la vita anche al boss Antonio, padre di Bruno Corona, vittima di un agguato nella propria casa da parte della famiglia rivale dei Gargano nell'ambito di una faida scoppiata per il controllo del porto di Gioia Tauro gestito fino ad ora dai Corona. Bruno, per vendicarsi, decide di uccidere il figlio dodicenne del mandante, Nuzzo Gargano. Marco, costretto dal ruolo ad accettare qualsiasi atto cruento, deve partecipare attivamente alla mattanza, ma cerca in tutti i modi di salvare il bambino e riesce ad avvisare la polizia, che interviene in tempo mettendo in fuga il commando. Bruno capisce però che qualcuno ha parlato, contatta così l'agente di P.S. Romito, poliziotto corrotto e colluso coi Corona, che si attiva per scovare la "spia". Dopo aver scoperto la cabina telefonica da cui è partita la segnalazione anonima che avvisava l'imminente sparatoria, riesce a vedere la targa dell'auto di Marco grazie al filmato di videosorveglianza dell'area di servizio adiacente, raggiunge quindi la casa sul litorale in cui vive "Solo", al momento fuori per una battuta di pesca, scoprendo dai documenti e dal PC la vera identità di Marco. Chiama Bruno Corona dicendogli che per rivelare il nome questa volta dovrà pagare molto più del solito. Al suo rientro Marco se lo ritrova in casa, armato, e viene minacciato, dato che Romito è pronto a svelare la sua vera identità.
- Ascolti Italia: telespettatori 3 644 000 - share 16,05%.[1]

## Seconda puntata
Tra Marco e l'agente inizia una violenta colluttazione e quando Marco sembra spacciato, l'intervento della sua compagna Barbara, che sparando uccide Romito, gli salva la vita. I due si disfano del cadavere in mare a 3 miglia dalla costa. Nel frattempo, continuano ancora i dispetti dei Gargano, che stavolta incendiano alcuni container del porto. Agata, sorella di Bruno, inizia ad affezionarsi a Marco mentre quest'ultimo è finito nel mirino dello zio di Bruno, Vincenzo, che lo crede il responsabile della scomparsa di Romito. Partiti per Roma, Bruno e Vincenzo Corona insieme a Marco iniziano a delineare i primi accordi per l'arrivo della droga al porto. Qui "Solo" viene pubblicamente accusato da Vincenzo, che, dopo aver notato di esser pedinati dalla polizia, punta una pistola all'agente ma viene fermato dal nipote. Tornati a Gioia Tauro, il commissario Sasso, che sta indagando sul caso della faida mafiosa, si allea con Marco e Barbara per fermare l'egemonia dei Corona nella piana. Intanto Bruno decide di punire i Gargano e dopo aver eliminato Antonello, il cugino di Nuzzo, insieme a Santo e Marco, rubano la loro cocaina, che però viene sequestrata da un posto di blocco guidato da Sasso e organizzato dallo stesso Marco. In seguito, un pescatore ritrova il corpo di Romito al largo e Barbara rivela al commissario che Romito era colluso e che ha dovuto ucciderlo per salvare Marco. Inoltre, "Solo" adesso viene sempre più guardato storto dall'intera famiglia, che decide di fargli una "prova del 9". Marco viene caricato dai Corona e portato in un piazzale isolato. Nonostante all'inizio l'agente pensava che sarebbe stato ucciso, Santo rapisce il commissario Sasso. Bruno dà a Marco una pistola e due possibilità: o dichiara di far parte della famiglia uccidendo Sasso o deve rivelare la verità mandando in fumo il piano. Marco, costretto dalla situazione, spara al commissario. Marco torna a casa in lacrime, ma trova Agata sotto casa sua, in pensiero dopo aver scoperto la prova che il fratello ha 'somministrato' a Marco. La ragazza gli rivela il suo amore e lui inizia a cedere. A fine puntata, Bruno e Antonio Corona offrono Agata in sposa a Marco per rafforzare il legame, ma l'agente non sa che la fidanzata Barbara scopre di essere incinta.
- Ascolti Italia: telespettatori 3 381 000 - share 14,71%.[2]

## Terza puntata
Marco, per non mettersi contro la famiglia, decide ufficialmente di affiliarsi come Santista (ricevendo quindi la Santa) e accettando la proposta di Antonio Corona: il poliziotto dovrà sposare Agata. Nel frattempo, si intensifica la faida con i Gargano perché Nuzzo Gargano ha deciso di vendicare il cugino e perciò ruba le armi del porto di Gioia, controllato costantemente dai Corona. All'interno della famiglia però nessuno sa che Vincenzo Corona è alleato del clan rivale e fornisce ogni informazione a Nuzzo. Quando i Corona si dirigono verso il loro magazzino, nel quale si trovava anche Marco poiché doveva recuperare Agata, vengono sorpresi dai Gargano, ma riescono a salvarsi grazie all'aiuto di Marco. Intanto Santo vuole scoprire chi è realmente Marco e decide di seguirlo per capire i suoi movimenti. Qui si accorge che Marco è un agente di polizia e nota che il commissario Sasso è ancora vivo visto che, data l'ottima mira di Marco, è stato colpito parzialmente, e che collabora con tutti i poliziotti del SCO. Barbara si accorge che Santo li sta spiando e mentre quest'ultimo tenta di scappare a tutta velocità con l'auto, Marco con la sua BMW lo colpisce e provoca un incidente, uccidendo Santo. I Corona credono che Santo sia morto per un incidente in cui andava ad alta velocità. Antonio e Bruno Corona decidono di invitare Nuzzo per chiedere una tregua e quest'ultimo accetta l'invito. I due si sposano ma mentre Marco va a cercare Bruno, Antonio fa eliminare tutti gli altri capi famiglia della zona eccetto Nuzzo, perché questo dovrà essere ucciso da Vincenzo, per provare la sua fedeltà alla famiglia e cancellare i sospetti del suo rapporto coi Gargano. Vincenzo esita e scappa dopo che Antonio ammazza Nuzzo. Bruno insegue suo zio Vincenzo e lo ferisce, ma lo zio riesce a fuggire maledicendo l'intera famiglia Corona. Agata si infuria perché il padre le ha rovinato il matrimonio facendo una carneficina e si allontana piangendo dalla festa. Marco la rincorre e passano insieme la loro prima notte d'amore. La ragazza però il giorno dopo inizia a pedinare Marco a causa delle sue numerose telefonate e lo scopre insieme a Barbara, ipotizzando che lei sia la sua ex fidanzata e rivela tutto al fratello. In seguito, Bruno e Marco partono per Roma nel tentativo di trattare ancora col Turco, per l'arrivo della droga dalla Turchia a Gioia Tauro. A Roma Marco rincontra Barbara, tornata nella Capitale sia per lo stress della missione sia per l'ecografia che deve effettuare. Qui Bruno segue Marco e scopre che il neo-cognato tradisce la sorella con Barbara. Il giorno seguente, mentre Marco sta aspettando Barbara in ospedale per l'ecografia, Bruno, dicendo a Marco di esser già partito per la Calabria la mattina stessa, si presenta a casa della poliziotta e la uccide, senza indugio, con un colpo di pistola.
- Ascolti Italia: telespettatori 3 256 000 - share 13,7%.[3]

## Quarta puntata
Dopo l'assassinio della collega e fidanzata Barbara, Marco decide di proseguire la missione e di ritornare a sua volta a Gioia Tauro. Ad aspettarlo c'è Bruno che dopo un invito al porto aggredisce l'agente infiltrato per aver tradito Agata. Intanto Don Vincenzo nascosto da giorni a casa di un amico di vecchia data cerca di capire il modo di trovare una sistemazione, ma Bruno si presenta dopo una soffiata nell'abitazione occupata da Don Vincenzo, che riesce a salvarsi in seguito al tempestivo intervento della famiglia rivale degli Spallone. Con il passare dei giorni Agata dubita sempre di più del comportamento di Marco e rivela a quest'ultimo di averlo visto all'aeroporto con un'altra donna. In crisi sia per il rapporto che si sta deteriorando con "Solo" ma anche per l'incomprensione dei suoi familiari, Agata tenta il suicidio nella vasca da bagno tagliandosi le vene, come fece sua madre tempo prima. I Corona, a conoscenza dell'avvenuto, la portano immediatamente in ospedale dove riuscirà a riprendersi in poco tempo. Intanto Don Vincenzo rivela a Spallone l'arrivo immediato della droga a Gioia Tauro dalla Turchia e progetta un blitz per appropriarsene. Quindi cercano inoltre un possibile alleato, individuato in Felice, padre di Santo e collaboratore di sempre della famiglia Corona. Felice è profondamente turbato dalla morte di suo figlio e decide di aiutare Don Vincenzo, che gli promette di scoprire l'assassino di Santo. Dopo che Vincenzo gli rivela che è stato Marco ad ammazzare suo figlio, Felice collabora e ferma il primo carico di droga gestito da Bruno con un blitz rivale. Spallone e Vincenzo entrano però solo per poco tempo in possesso della droga, perché Bruno scopre il loro nascondiglio e uccide prima Spallone e poi, grazie all'aiuto di Marco, anche suo zio Vincenzo. Adesso i Corona sono rimasti gli unici e possono portare avanti il trasporto di droga, ma Bruno decide di mandare Marco a ritirare il carico restante perché si fida di lui. Marco però quando si trova sulla barca viene aggredito dai marinai stessi ma riesce ad affrontarli uccidendoli tutti, e capisce che era una trappola ideata da Bruno per ucciderlo. Poi Marco controlla se c'è la droga per consegnarla ai suoi colleghi ma in quelle scatole non c'è nulla perché Bruno l'ha sistemata nella sua barca personale. Bruno intanto aggredisce la sorella nella sua imbarcazione e le ordina di tornare a casa, poiché la ragazza stava cercando di scappare su consiglio di "Solo". Allora Marco corre con il motoscafo e raggiunge la barca di Bruno. Qui l'agente ha la meglio su Bruno ed è pronto a consegnarlo alla polizia, insieme alla droga che è riuscito a trovare. Bruno però inizia a prendere in giro Marco e gli confessa di aver ucciso senza pietà Barbara e di ritenersi soddisfatto per aver compiuto quel gesto. Marco, in preda a un raptus, spara tre colpi a Bruno e credendolo morto (seconda stagione), lo scaraventa in mare. Intanto Agata, scesa dal gommone che l'aveva riportata al porto, prova a scappare ma viene rapita da un gruppo di persone non identificate. Marco, una volta tornato sulla terraferma, viene a conoscenza del rapimento della ragazza e cerca di ritardare il blitz (in modo da non rendere inutile un'eventuale trattativa con i suoi rapitori) ricevendo però un rifiuto. Don Antonio viene quindi intercettato e arrestato dalla polizia. Marco blocca l'auto della polizia su cui è salito il boss e, una volta salito a bordo, si mette alla ricerca di Agata.
- Ascolti Italia: telespettatori 3 737 000 - share 16,1%.[4]